# Annales guelferbytani
Die Annales guelferbytani (abgekürzt AG) sind ein Teil der Reichsannalen des Fränkischen Reichs; sie decken die Jahre 741 bis 798 ab mit Ergänzungen zu den Jahren 817 und 823. Sie wurden 812–813 in Regensburg verfasst, der damaligen Hauptstadt Bayerns. Gefunden wurden sie in der Herzog August Bibliothek Wolfenbüttel (daher der Name) in einem Manuskript ("Cod. Guelf. 67.5 Aug. 8°"), das vierzehn Folia umfasst, von denen Folio 13r (recto) 826, Folio 13v (verso) und 14r noch später hinzugefügt wurden.
Für die Jahre bis 751 haben die Annales guelferbytani eine gemeinsame Quelle mit den Annales nazariani (AN) und den Annales alamannici (AA) in den verlorenen Murbacher Annalen, die im Kloster Murbach entstand. Aus dieser Quelle stammen auch die Annales Laureshamenses, die Annales mosellani und das Fragmentum chesnii. Für die Zeit bis 789 haben AG, AA und AN eine Fortsetzung der Murbacher Annalen als Quelle. Ab 789 sind die Annales guelferbytani eine eigenständige Quelle von einem unbekannten Autor. Aus ihr stammen die Angaben zum Feldzug Pippins von Italien gegen das Fürstentum Benevent, den sein Vater Karl der Große im Jahr 791 befohlen hatte, nachdem beide von einem gemeinsamen Feldzug gegen Wenden und Awaren (deren Land hier Hunia, Hunnen genannt wird). 

## Ausgaben
- Georg Heinrich Pertz, MGH Scriptores, I (Hannover 1826), S. 19–46
  - Pars prima, Jahre 741–768, S. 23–31.
  - Continuatio, Jahre 769–790, S. 40–44.
  - Pars altera, Jahre 791–805, 817 und 823, S. 45–46.
- Walter Lendi (Hg.), Untersuchungen zur frühalemannischen Annalistik, Freiburg 1971, S. 147–67.